# Трубников, Евгений Алексеевич
Евге́ний Алексе́евич Тру́бников (1883—1964) — русский и советский архитектор, брат архитекторов Павла и Михаила. 

## Биография
Родился 13 февраля (25 февраля по новому стилю) 1883 года в селе Большие Соли Костромской губернии в семье столяра-резчика, из семерых детей которого трое стали архитекторами.
В 1910 году окончил МУЖВЗ со званием архитектора. Выполнил проекты доходного дома Варваринского акционерного общества в Москве (1911 год, совместно с братом Павлом), школы для Московского уездного земства (1913 год, совместно с М. М. Чураковым). 
В 1916—1918 годах служил в царской армии, был участником Первой мировой войны. После демобилизации жил и работал в Костроме, а с 1925 года — в Москве (в доме № 17 в Ермолаевском переулке). Занимался проектно-архитектурной работой, преподавал в московских вузах — МИСИ, МИИТ, МАРХИ. 
Умер 5 июня 1964 года в Москве.